# Kurdisch-türkische Beziehungen

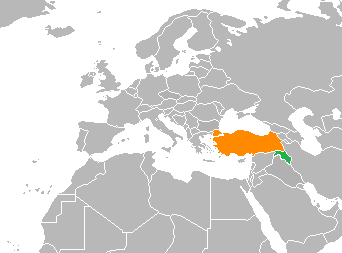
Türkei (orange) und die Autonome Region Kurdistan (grün)

Die Beziehungen zwischen der Autonomen Region Kurdistan und der Republik Türkei sind durch ein spannungsreiches Wechselspiel von Konflikt und Kooperation geprägt. Die Autonome Region Kurdistan im Nordirak (de facto etabliert seit 1991, verfassungsrechtlich bestätigt 2005) verfügt über eine eigene Regionalregierung und Sicherheitskräfte (Peschmerga), ist jedoch nicht als unabhängiger Staat anerkannt. Die Türkei hat als unmittelbarer Nachbar einerseits wirtschaftliche und strategische Interessen in diesem kurdischen Autonomiegebiet und pflegt heute pragmatische Kontakte dorthin, andererseits betrachtet die türkische Regierung jedwede kurdische Unabhängigkeitsbestrebungen mit Argwohn. Insbesondere die Präsenz der kurdischen Arbeiterpartei PKK in den irakischen Gebirgen und die Furcht Ankaras vor einem Überschwappen separatistischer Ideen auf die Kurden in der Türkei belasten das Verhältnis immer wieder.
Historisch war die Haltung der Türkei gegenüber einer kurdischen Autonomie im heutigen Nordirak überwiegend ablehnend. Im Verlauf des 20. und frühen 21. Jahrhunderts hat sich diese Position jedoch gewandelt: von anfänglicher Feindseligkeit gegenüber kurdischer Selbstverwaltung hin zu vorsichtiger Annäherung und Zusammenarbeit – allerdings stets unter Wahrung der irakischen Territorialintegrität. Die Türkei hat ihre Politik gegenüber den Kurden im Nachbarland mehrfach angepasst, je nach eigenem Sicherheitsinteresse und regionalpolitischem Umfeld.

## Geschichte

### Frühe Beziehungen (Osmanisches Reich und früher Irak)

Pläne zur Aufteilung der Türkei nach dem Vertrag von Sèvres (1920)

Die heutigen Beziehungen haben Wurzeln, die bis in die Zeit des Osmanischen Reiches reichen. Die kurdischen Siedlungsgebiete erstreckten sich über das Osmanische Reich und Persien; eine eigenständige kurdische Staatlichkeit gab es nicht. Nach dem Ende des Ersten Weltkriegs und dem Zerfall des Osmanischen Reiches sicherten die Alliierten im Vertrag von Sèvres (1920) den Kurden zunächst die Aussicht auf einen autonomen Staat in Teilen Anatoliens und des damaligen Vilâyet Mossul zu. Diese Pläne wurden allerdings nie umgesetzt, denn der türkische Unabhängigkeitsführer Mustafa Kemal Atatürk vereitelte sie durch diplomatische und militärische Manöver. Atatürk soll den Kurden nach 1918 zwar zunächst Autonomie in Aussicht gestellt haben, um sie politisch auf seine Seite zu ziehen, schwenkte nach der Gründung der Republik Türkei jedoch auf eine kompromisslose Politik der Assimilierung um. In der Lausanner Friedenskonferenz 1923 wurde ein kurdischer Staat nicht weiter verfolgt; stattdessen wurden die Kurden zur Minderheit innerhalb der neuen Staatsgrenzen erklärt. 1926 verzichtete die Türkei im Abkommen von Ankara offiziell auf Ansprüche auf das nördliche Irak-Gebiet (das ehemalige Mossul-Vilâyet), wodurch dieses endgültig Teil des Königreichs Irak blieb.
In den folgenden Jahrzehnten kooperierte die Türkei mit den neu entstandenen Nachbarstaaten, um kurdische Unabhängigkeitsbestrebungen einzudämmen. So verpflichteten sich die Türkei, der Iran und der Irak etwa im Vertrag von Saadabad von 1937 zu gegenseitiger Nichteinmischung, was auch eine Abstimmung im Kampf gegen kurdische Aufstände einschloss. Kurdische Aufstandsversuche im Irak – wie jener von Mahmud Barzandschi Anfang der 1920er Jahre oder der Barzani-Familie in den 1930er und 1940er Jahren – wurden von der irakischen Zentralregierung niedergeschlagen; die Türkei unterstützte implizit die Wahrung der irakischen Souveränität über das Kurdengebiet. Schon damals verfolgte Ankara also die Maxime, dass kein separatistisches Kurdistan an seinen Grenzen entstehen dürfe. Diese Haltung beruhte auch auf der Befürchtung, ein Kurdenstaat könnte die Kurden in der Südosttürkei ermutigen und damit die territoriale Einheit der Türkei gefährden.

### Frühe Regierungszeit von Saddam Hussein und Iran-Irak-Krieg

Kirkuk-Ceyhan-Pipeline

In den 1960er und 1970er Jahren geriet die Kurdenfrage im Irak erneut in den Fokus. 1961 startete Molla Mustafa Barzani, Anführer der Demokratische Partei Kurdistans (PDK), einen Aufstand gegen Bagdad unter dem Slogan „Autonomie für Kurdistan, Demokratie für den Irak“. Nach langjährigen Kämpfen gewährte die irakische Baath-Regierung unter Vizepräsident Saddam Hussein den Kurden 1970 erstmals ein Autonomie-Abkommen; Kurdisch wurde als zweite Amtssprache anerkannt. Doch dieses Autonomieversprechen wurde nie vollständig umgesetzt. 1974 endete der Waffenstillstand, nachdem Bagdad eine eingeschränkte Autonomieregelung ohne die Provinz Kirkuk präsentierte, was die Kurden zurückwiesen. Der Konflikt endete 1975 abrupt durch das Abkommen von Algier zwischen dem Irak und dem Iran: Der Iran stellte seine Unterstützung für die irakischen Kurden ein, woraufhin Barzanis Aufstand zusammenbrach. Tausende Kurden flohen ins Exil, Barzani selbst ging ins Ausland. Die Türkei begrüßte diese Entwicklung insgeheim, da ein destabilisiertes Nachbarland Irak unter kurdischer Revolte auch für sie Risiken barg. Zudem vollendete Ankara 1977 gemeinsam mit Bagdad die strategisch wichtige Erdöl-Pipeline von Kirkuk zum türkischen Ceyhan.
Saddam Hussein übernahm 1979 formal die irakische Präsidentschaft und verschärfte den Kurs gegenüber den Kurden. Während der ersten Hälfte der 1980er Jahre war es im Nordirak vergleichsweise ruhig, doch die Situation änderte sich im Kontext des Iran-Irak-Krieges (1980–1988). Die kurdischen Parteien PDK und PUK nutzten den Krieg, um erneut gegen Bagdad zu revoltieren – teils in Allianz mit dem Iran. Saddam reagierte mit brutaler Gewalt: Ende der 1980er weitete sein Baath-Regime die Arabisierungspolitik in den Kurdengebieten massiv aus und verübte 1987–1988 die Anfal-Operation, einen Genozid an den Kurden mit geschätzten 100.000 Toten. Beim Giftgasangriff auf die kurdische Stadt Halabdscha im März 1988 wurden Tausende Zivilisten getötet; rund 100.000 kurdische Flüchtlinge flohen damals aus Angst vor weiteren Angriffen über die Berge in die Türkei. Die Türkei gewährte zwar humanitäre Hilfe in Form von Flüchtlingslagern an der Grenze, enthielt sich aber weitgehend offizieller Kritik am Vorgehen des irakischen Regimes.
Gleichzeitig begann in dieser Zeit die Türkei eigene innenpolitische Probleme mit kurdischen Aufständischen zu bekommen: Ab 1984 führte die PKK einen Guerillakrieg in Südostanatolien. Ankara und Bagdad rückten dadurch in Sicherheitsfragen enger zusammen. 1983 schlossen beide Länder ein Abkommen, das türkischen Truppen begrenzte grenzüberschreitende Einsätze gegen PKK-Stützpunkte im Nordirak erlaubte. Diese Kooperation richtete sich gegen die PKK, die sich ab den späten 1980ern im unzugänglichen irakisch-iranischen Grenzgebirge (insbesondere im Kandil-Gebirge) festsetzte. Die KDP und PUK sahen die PKK damals nicht als unmittelbare Bedrohung, da deren Hauptfeind die Türkei die war. Folglich tolerierten sowohl Bagdad als auch die irakisch-kurdischen Milizen die Anwesenheit der türkisch-kurdischen PKK in Nordirak während der 1980er Jahre.

### Zweiter Golfkrieg
Der irakische Überfall auf Kuwait 1990 und der darauffolgende Zweite Golfkrieg 1991 brachten dann dramatische Veränderungen für die Kurden im Nordirak. Im März 1991, unmittelbar nach der Niederlage des Irak im Kuwait-Krieg, erhoben sich die Kurden – ermutigt durch die Annahme, Bagdad sei geschwächt – in einem Aufstand. Saddam Husseins Truppen schlugen diese Revolte jedoch brutal nieder, was einen massiven Flüchtlingsstrom aus Kurdistan auslöste. Hunderttausende Kurden flohen in die benachbarte Türkei und den Iran. Um eine humanitäre Katastrophe und eine permanente Flüchtlingswelle zu verhindern, unterstützte die Türkei die Einrichtung einer internationalen Schutzzone im Nordirak. Auf Betreiben der USA, Großbritanniens, Frankreichs und auch mit stillschweigender Zustimmung Ankaras verabschiedeten die Vereinten Nationen im April 1991 die Resolution 688, welche humanitäre Hilfe forderte. Die NATO startete daraufhin die Operation Provide Comfort, bei der alliierte Truppen – darunter auch mit türkischer Unterstützung – im Nordirak eine Flugverbotszone nördlich des 36. Breitengrades einrichteten. Diese Schutzzone zwang die irakische Armee zum Rückzug aus weiten Teilen Kurdistans. Erstmals entstand damit de facto eine kurdisch kontrollierte Autonomieregion im Irak, abgeschirmt durch westliche Luftüberwachung.
Ankara stand dieser Entwicklung ambivalent gegenüber. Einerseits begrüßte man die Stabilisierung der Lage an der türkischen Grenze und die Rückkehr der Flüchtlinge in ihre Heimatorte unter internationalem Schutz. Andererseits beobachtete die türkische Führung die Entstehung einer kurdischen Selbstverwaltung mit Argwohn. Offiziell betonte die Türkei weiterhin die territoriale Integrität des Irak und lehnte eine formelle Unabhängigkeit Kurdistans strikt ab. Doch pragmatisch arrangierte sich Ankara mit den neuen Machtverhältnissen im Nordirak. Bereits 1992 organisierten die Kurden erstmals freie Wahlen für ein Regionalparlament in Erbil. Zwar blieb die Region aufgrund innerkurdischer Rivalitäten instabil (KDP und PUK teilten das Gebiet faktisch unter sich auf), aber für Ankara eröffneten sich auch neue Möglichkeiten: Die Türkei konnte nun direkte Kontakte zu den kurdischen Führern knüpfen, um sowohl wirtschaftliche Interessen als auch Sicherheitsfragen (PKK-Bekämpfung) bilateral zu regeln, ohne den Umweg über Bagdad zu nehmen.

### Nach der Erlangung der kurdischen Autonomie im Irak

Kontrolliertes und beanspruchtes Gebiet der Autonomen Region Kurdistan

Die 1990er Jahre waren geprägt von diesem Balanceakt zwischen Konflikt und Annäherung. Einerseits startete die Türkei mehrere grenzüberschreitende Militäroffensiven gegen die PKK im Nordirak, zum Teil in Kooperation mit kurdischen Peschmerga. Im US-vermittelten Abkommen von 1997 verpflichteten sich die kurdischen Parteien KDP und PUK sogar, die Präsenz der PKK in ihrem Gebiet nicht zu dulden und türkische Militäreinsätze zur Eindämmung der PKK zu tolerieren. Tatsächlich bekämpften PDK-Truppen ab Mitte der 90er Jahre die PKK stellenweise selbst. Die de-facto-Allianz beider Seiten wurde auch durch eine vertiefte wirtschaftliche Zusammenarbeit unterstrichen, wobei das westliche Wirtschaftsembargo gegen den Irak jedoch die volle Entwicklung der Wirtschaftskontakte behinderte. Der Sturz Saddam Husseins im Irakkrieg 2003 markierte eine neue Ära. Die Kurden im Nordirak etablierten sich als entscheidende Kraft im Nachkriegs-Irak und erhielten in der neuen irakischen Verfassung (2005) weitreichende Autonomierechte für die Region Kurdistan.
Die Türkei reagierte zunächst mit großer Sorge: Man befürchtete, die Kurden könnten nun faktisch einen unabhängigen Staat anstreben – insbesondere, wenn sie die ölreiche Stadt Kirkuk unter ihre Kontrolle bringen würden. Ankara verweigerte 2003 den USA die Nutzung türkischen Territoriums für den Einmarsch in den Nordirak. Die Maxime blieb, eine Abspaltung Kurdistans zu verhindern. Die Türkei drohte der kurdischen Führung im Nordirak sogar noch 2007 offen mit wirtschaftlichen Sanktionen und Grenzschließungen, um deren Handlungsspielraum einzuschränken. Gleichzeitig isolierten sich die irakischen Kurden zunehmend von der schiitisch dominierten Zentralregierung in Bagdad. Dies schuf eine neue Konstellation: Ankara entdeckte die Kurdenregion als potentiellen Verbündeten gegen wachsenden iranischen Einfluss im Irak. Der damalige Regionalpräsident Masud Barzani, traditionell ein Rivale des PKK-Chefs Öcalan, kam der Türkei politisch entgegen, indem er öffentlich Anschläge der PKK verurteilt. Fortan verbesserten sich die Beziehungen rapide und beide Seiten bauten ein pragmatische Kooperation auf. 2010 eröffnete die Türkei ein Konsulat in Erbil, und hochrangige Besuche wurden zur Normalität.
Der türkische Präsident Recep Tayyip Erdoğan pflegte ein gutes persönliches Verhältnis zu Masud Barzani und empfing ihn mehrfach offiziell, was vor 2003 undenkbar gewesen wäre. Beobachter sprachen von einer strategischen Allianz auf Zeit: Die Türkei akzeptierte faktisch die kurdische Autonomieregion als legitimen Gesprächspartner und guten Nachbarn, solange diese keine formale Unabhängigkeit anstrebte. Barzanis PDK galt der Türkei als nützlicher Gegenpart zur PKK, da ihre konservativ-nationalistische Ausrichtung ein ideologisches Gegengewicht zur marxistisch geprägten PKK darstellte. Ein empfindlicher Dämpfer für diese Annäherung war das Unabhängigkeitsreferendum in Kurdistan 2017. Barzani ließ die Bevölkerung über die Loslösung vom Irak abstimmen – ein Schritt, den die Türkei als „historischen Fehler“ verurteilte und mit „Kosten und Vergeltungsmaßnahmen“ drohte, da ein Ja-Votum nach türkischer Ansicht den Kurden in der Türkei Auftrieb geben könnte. Für eine Zeit lang unterbrach die Türkei ihre Ölimporte aus Kurdistan und hielt Militärmanöver an der Grenze ab. Letztlich musste die KRG die Ergebnisse des Referendums aussetzen. In der Folge kühlte das zuvor warme Verhältnis für eine Zeit lang deutlich ab.

## Wirtschaftsbeziehungen
Wirtschaftlich sind die Türkei und die Autonome Region Kurdistan eng verflochten. Seit der Etablierung der kurdischen Selbstverwaltung hat sich die Türkei zum mit Abstand wichtigsten Handelspartner und Investor im Nordirak entwickelt. Schon 2007 stammten rund 80 % der Auslandsinvestitionen in der Kurdenregion aus der Türkei; hunderte türkische Firmen waren in Erbil und Suleymaniya tätig. Türkische Unternehmen bauten die Flughäfen von Erbil und Suleymaniya sowie andere Großprojekte. Der Warenhandel blühte: Die Türkei exportiert vor allem Konsumgüter, Baustoffe und Lebensmittel in den Nordirak, während aus Kurdistan Rohstoffe in die Türkei fließen. Eine zentrale Rolle spielt das Erdöl. Die Autonome Region Kurdistan verfügt über beträchtliche Ölreserven. Bereits ab 2009 exportierte sie eigenständig Öl über eine Pipeline in die Türkei – zunächst in kleineren Mengen, ab 2014, nach Fertigstellung einer eigenen Pipeline der Kurdenregion zum türkischen Netz, stiegen die Exportvolumina deutlich. Zeitweise wurden bis zu 600.000 Barrel täglich via Türkei an internationale Abnehmer verschifft. Ankara hat großes Interesse an diesen Öllieferungen aus Kurdistan und schloss – sehr zum Unmut Bagdads – bilaterale Abkommen mit Erbil über Ölgeschäfte.
Türkische Produkte dominieren die kurdischen Märkte – nach Schätzungen sind knapp 2000 Unternehmen aus der Türkei in der Autonomen Region Kurdistan aktiv. Das Handelsvolumen zwischen der Türkei und dem gesamten Irak betrug 2024 etwa 10 Milliarden US-Dollar, wovon ein Drittel auf die Kurdenregion entfiel. Trotz dieser intensiven Wirtschaftsbeziehungen ist das Verhältnis asymmetrisch: Die Türkei profitiert stärker, da sie fertige Güter und Dienstleistungen liefert und im Gegenzug Rohöl erhält. Die Unterbrechung der Öl-Exporte 2017 sowie erneut ab 2023 (aufgrund internationaler Rechtsstreitigkeiten) traf die kurdische Regionalökonomie hart und bestätigte, wie verwundbar Kurdistan durch seine Abhängigkeit vom türkischen Exportkorridor ist, was die Türkei als Druckmittel einsetzten kann.

## Kulturbeziehungen
Türken und irakische Kurden blicken auf Jahrhunderte gemeinsamer Geschichte im osmanischen Reich zurück, was bis heute in Sprache, Alltag und Traditionen Spuren hinterlässt. So wird in der Autonomen Region Kurdistan neben den kurdischen Hauptdialekten Sorani und Kurmandschi auch Arabisch und vereinzelt Türkisch gesprochen – letzteres vor allem von der turkmenischen Minderheit in Städten wie Erbil und Kirkuk. Die Türkei sieht sich als Schutzmacht dieser irakischen Turkmenen und fördert deren kulturelle und sprachliche Rechte in der Kurdenregion. Auf beiden Seiten der gegenseitigen Grenze bestehen zudem zahlreiche kulturelle Gemeinsamkeiten zwischen türkischen und irakischen Kurden. Allerdings bleiben kulturelle Kontakte oft im Schatten der politischen Spannungen. Insbesondere die Kurdenpolitik der Türkei im eigenen Land – wo kurdische Sprache und Kultur lange unterdrückt wurden – schränkt eine offen gelebte kulturelle Freundschaft ein. So gibt es zwar Städtepartnerschaften auf lokaler Ebene und Kulturfestivals mit kurdischer Beteiligung in der Türkei, doch offizielle Kulturabkommen sind rar.
Türkische Fernsehserien sind in der gesamten Region Kurdistan äußerst beliebt geworden. Millionen Kurden und Araber haben türkische Serien wie Muhteşem Yüzyıl oder Fatmagül'ün Suçu Ne? gesehen, was wesentlich dazu beiträgt, ein positives Bild der Türkei in der Region Kurdistan zu vermitteln.

## Sicherheitsbeziehungen
Die militärischen Beziehungen zwischen der Türkei und der kurdischen Autonomieregion sind komplex und werden vor allem durch den Kampf gegen die PKK und regionale Sicherheitsfragen definiert. Bereits seit den 1990er Jahren führte die türkische Armee wiederholt grenzüberschreitende Militäroperationen im Nordirak durch. In den Jahren 1995 und 1997 marschierten jeweils Zehntausende türkische Soldaten vorübergehend in kurdische Autonomiegebiete ein, um PKK-Lager zu zerstören. Diese Aktionen erfolgten mit stillschweigender Billigung – teils sogar mit Unterstützung – der KDP, welche die PKK als Rivalen betrachtete. Auch nach 2003 erlaubte die kurdische Regionalregierung wiederholt die Nutzung ihres Luftraums durch türkische Kampfflugzeuge und unbemannte Drohnen, um PKK-Stellungen zu attackieren. Die Türkei unterhält zudem seit den 1990er Jahren militärische Stützpunkte im Nordirak. Später kam ein größeres Trainingslager in Baschiqa (bei Mossul) hinzu, wo ab 2015 türkische Ausbilder kurdische Kämpfer und lokale sunnitische Milizen im Kampf gegen den IS schulten. Die Präsenz von türkischen Soldaten in Baschiqa führte allerdings zu Spannungen mit der irakischen Zentralregierung, die 2016 vor der UNO gegen die „militärische Einmischung“ Ankaras protestierte.
Im Kampf gegen den IS (2014–2017) kooperierten die Türkei und kurdische Streitkräfte nur eingeschränkt. Zwar erlaubte Ankara im Oktober 2014 kurdischen Peschmerga-Kämpfern aus dem Nordirak den Korridor durch türkisches Gebiet, um der belagerten kurdischen Stadt Kobane in Syrien beizustehen – ein symbolischer Akt der Solidarität. Doch insgesamt blieb die Türkei gegenüber dem Einsatz der Peschmerga zurückhaltend. Die kurdische Seite war irritiert, als die Türkei 2014 untätig blieb, während IS-Truppen bedrohlich nahe an Erbil heranrückten. Statt türkischer Hilfe mussten die Kurden die Verteidigung ihrer Region weitgehend allein und mit Unterstützung der internationalen Koalition leisten. Militärisch agiert Ankara in der Region primär nach eigenem Kalkül: So beteiligte sich die Türkei 2017 auch nicht an den Kämpfen um Mossul, pochte aber politisch darauf, dass nach der Befreiung weder kurdische noch schiitische Milizen die Macht in der sunnitisch geprägten Stadt übernehmen.
Im Allgemeinen tolerieren die Peschmerga die Aktivitäten der türkischen Streitkräfte auf ihrem Gebiet und auch die Türkei hat sich mit der Existenz eigenständiger kurdischer Streitkräfte im Irak abgefunden. Solche Vorfälle sorgen für Empörung in der kurdischen Öffentlichkeit und belasten das Verhältnis. Für Streitigkeiten sorgten allerdings in der Vergangenheit zivile Opfer bei türkischen Luftangriffen. In einem aufsehenerregenden Vorfall im Januar 2019 stürmten wütende kurdische Demonstranten eine türkische Basis in Dohuk, nachdem bei einem Luftschlag Zivilisten ums Leben gekommen waren. Bei der Auseinandersetzung kamen zwei Kurden ums Leben, die von türkischen Soldaten getötet wurden.